# 제3차 아베 신조 내각 (제3차 개조)
제3차 아베 신조 제3차 개조내각(일본어: 第3次安倍晋三第3次改造内閣)은 중의원 의원, 자유민주당 총재 아베 신조가 제97대 내각총리대신으로 임명되어, 2017년 8월 3일부터 2017년 11월 1일까지 존재한 일본의 내각이다.
자유민주당과 공명당의 연립 내각이다. 또 2017년의 제193회 국회 이후 일본의 마음이 참의원에서 자유민주당과의 통일 회파 ‘자유민주당·마음’(自由民主党・こころ)을 결성했다.

## 국무대신
| 직책 | 성명 | 성명              | 소속                         | 특명 담당 사항                                                                                            | 비고            |
| --- | ---- | ----------------- | ---------------------------- | --- | --------------- |
| 내각총리대신 |      | 아베 신조         | 중의원 자유민주당 (호소다파) | | 자유민주당 총재 |
| 재무대신 내각부 특명담당대신 (금융 담당) |      | 아소 다로         | 중의원 자유민주당 (아소파)   | 디플레이션 탈출 담당 내각총리대신 임시 대리 취임 순위 제1위(부총리)                                       | 유임            |
| 총무대신 내각부 특명담당대신 (마이넘버 제도 담당)                                                                                             |      | 노다 세이코       | 중의원 자유민주당 (무파벌)   | 여성 활약 담당 내각총리대신 임시 대리 취임 순위 제4위                                                     |                 |
| 법무대신 |      | 가미카와 요코     | 중의원 자유민주당 (기시다파) | |                 |
| 외무대신 |      | 고노 다로         | 중의원 자유민주당 (아소파)   | |                 |
| 문부과학대신 |      | 하야시 요시마사   | 참의원 자유민주당 (기시다파) | 교육 재생 담당 내각총리대신 임시 대리 취임 순위 제5위                                                     |                 |
| 후생노동대신 내각부 특명담당대신 (납치 문제 담당)                                                                                             |      | 가토 가쓰노부     | 중의원 자유민주당 (누카가파) | 일하는 방식 개혁 담당 납치 문제 담당                                                                      | 보직 이동       |
| 농림수산대신 |      | 사이토 겐         | 중의원 자유민주당 (이시바파) | | 첫 입각         |
| 경제산업대신 내각부 특명담당대신 (원자력 손해배상· 폐로 등 지원 기구 담당)                                                                    |      | 세코 히로시게     | 참의원 자유민주당 (호소다파) | 산업 경쟁력 담당 러시아 경제 분야 협력 담당 원자력 경제 피해 담당                                         | 유임            |
| 국토교통대신 |      | 이시이 게이이치   | 중의원 공명당                | 물순환 정책 담당                                                                                          | 유임            |
| 환경대신 내각부 특명담당대신 (원자력 방재 담당)                                                                                               |      | 나카가와 마사하루 | 참의원 자유민주당 (호소다파) | | 첫 입각         |
| 방위대신 |      | 오노데라 이쓰노리 | 중의원 자유민주당 (기시다파) | |                 |
| 내각관방장관 |      | 스가 요시히데     | 중의원 자유민주당 (무파벌)   | 오키나와 기지 부담 경감 담당 내각총리대신 임시 대리 취임 순위 제2위                                       | 유임            |
| 부흥대신 |      | 요시노 마사요시   | 중의원 자유민주당 (호소다파) | 후쿠시마 원자력 발전 사고 재생 총괄 담당                                                                  | 유임            |
| 국가공안위원회 위원장 내각부 특명담당대신 (방재 담당)                                                                                         |      | 오코노기 하치로   | 중의원 자유민주당 (무파벌)   | 국토강인화 담당                                                                                           | 첫 입각         |
| 내각부 특명담당대신 (오키나와 및 북방 대책 담당) (소비자 및 식품 안전 담당) (해양 정책 담당)                                                  |      | 에사키 데쓰마     | 중의원 자유민주당 (니카이파) | 영토 문제 담당                                                                                            | 첫 입각         |
| 내각부 특명담당대신 (저출산 대책 담당) (남녀 공동 참가 담당) (쿨 재팬 전략 담당) (지적 재산 전략 담당) (과학 기술 정책 담당) (우주 정책 담당) |      | 마쓰야마 마사지   | 참의원 자유민주당 (기시다파) | 1억 총활약 담당 정보통신기술(IT) 정책 담당                                                                | 첫 입각         |
| 내각부 특명담당대신 (경제 재정 정책 담당) |      | 모테기 도시미쓰   | 중의원 자유민주당 (누카가파) | 경제 재생 담당 사람 만들기 혁명 담당 사회 보장·세금 일체 개혁 담당 내각총리대신 임시 대리 취임 순위 제3위 |                 |
| 내각부 특명담당대신 (지방 창생 담당) (규제 개혁 담당)                                                                                         |      | 가지야마 히로시   | 중의원 자유민주당 (무파벌)   | 마을·사람·일 창생 담당 행정개혁 담당 국가 공무원 제도 담당                                                | 첫 입각         |
| 국무대신 |      | 스즈키 슌이치     | 중의원 자유민주당 (아소파)   | 도쿄 올림픽·패럴림픽 담당                                                                                 |                 |

## 내각관방부장관·내각법제국 장관
| 직책            | 성명              | 주요 경력                        |
| --------------- | ----------------- | -------------------------------- |
| 내각관방부장관  | 니시무라 야스토시 | 중의원 / 자유민주당(호소다파)    |
| 내각관방부장관  | 노가미 고타로     | 참의원 / 자유민주당(호소다파)    |
| 내각관방부장관  | 스기타 가즈히로   | 내각인사국장 / 전 내각위기관리감 |
| 내각법제국 장관 | 요코바타케 유스케 | 전 내각법제차장                  |

- 노가미 고타로, 스기타 가즈히로, 요코바타케 유스케는 제3차 아베 신조 제2차 개조내각에서 유임됨

## 부대신
| 직책                                            | 성명              | 소속                            | 비고                      |
| ----------------------------------------------- | ----------------- | ------------------------------- | ------------------------- |
| 부흥 부대신                                     | 도이 도루         | 중의원 / 자유민주당(호소다파)   |                           |
| 부흥 부대신                                     | 나가사와 히로아키 | 참의원 / 공명당                 | 유임 2017년 9월 27일 사임 |
| 부흥 부대신                                     | 하마다 마사요시   | 참의원 / 공명당                 | 2017년 9월 27일 취임      |
| 내각부 부대신                                   | 오치 다카오       | 중의원 / 자유민주당(호소다파)   | 유임                      |
| 내각부 부대신                                   | 후쿠다 미네유키   | 중의원 / 자유민주당(아소파)     | 2017년 9월 25일 사임      |
| 내각부 부대신                                   | 아카마 지로       | 중의원 / 자유민주당(아소파)     | 2017년 9월 27일 취임      |
| 내각부 부대신                                   | 마쓰모토 후미아키 | 중의원 / 자유민주당(호소다파)   |                           |
| 총무 부대신                                     | 오쿠노 신스케     | 중의원 / 자유민주당(호소다파)   |                           |
| 총무 부대신 겸 내각부 부대신                    | 사카이 마나부     | 중의원 / 자유민주당(무파벌)     |                           |
| 법무 부대신 겸 내각부 부대신                    | 하나시 야스히로   | 중의원 / 자유민주당(기시다파)   |                           |
| 외무 부대신                                     | 나카네 가즈유키   | 중의원 / 자유민주당(호소다파)   |                           |
| 외무 부대신                                     | 사토 마사히사     | 참의원 / 자유민주당(누카가파)   |                           |
| 재무 부대신                                     | 우에노 겐이치로   | 중의원 / 자유민주당(이시하라파) |                           |
| 재무 부대신                                     | 기하라 미노루     | 중의원 / 자유민주당(누카가파)   | 유임                      |
| 문부과학 부대신                                 | 니와 히데키       | 중의원 / 자유민주당(아소파)     |                           |
| 문부과학 부대신 겸 내각부 부대신                | 미즈오치 도시에이 | 참의원 / 자유민주당(기시다파)   | 유임                      |
| 후생노동 부대신                                 | 다카기 미치요     | 중의원 / 공명당                 |                           |
| 후생노동 부대신                                 | 마키하라 히데키   | 중의원 / 자유민주당(다니가키파) |                           |
| 농림수산 부대신                                 | 이소자키 요스케   | 참의원 / 자유민주당(호소다파)   | 유임                      |
| 농림수산 부대신                                 | 다니아이 마사아키 | 참의원 / 공명당                 |                           |
| 경제산업 부대신                                 | 니시메 고사부로   | 중의원 / 자유민주당(누카가파)   |                           |
| 경제산업 부대신 겸 내각부 부대신                | 무토 요지         | 중의원 / 자유민주당(아소파)     |                           |
| 국토교통 부대신                                 | 마키노 다카오     | 참의원 / 자유민주당(누카가파)   |                           |
| 국토교통 부대신 겸 내각부 부대신 겸 부흥 부대신 | 아키모토 쓰카사   | 중의원 / 자유민주당(니카이파)   |                           |
| 환경 부대신                                     | 도카시키 나오미   | 중의원 / 자유민주당(누카가파)   |                           |
| 환경 부대신 겸 내각부 부대신                    | 이토 다다히코     | 중의원 / 자유민주당(니카이파)   | 유임                      |
| 방위 부대신 겸 내각부 부대신                    | 야마모토 도모히로 | 중의원 / 자유민주당(니카이파)   |                           |

- 나가사와 히로아키, 오치 다카오, 기하라 미노루, 미즈오치 도시에이, 이소자키 요스케, 이토 다다히코는 제3차 아베 신조 제2차 개조내각에서 유임됨[2]
- 2017년 8월 7일 임명[3]

## 대신 정무관
| 직책                                                        | 성명              | 소속                          | 비고 |
| ----------------------------------------------------------- | ----------------- | ----------------------------- | ---- |
| 내각부대신 정무관                                           | 무라이 히데키     | 중의원 / 자유민주당(기시다파) |      |
| 내각부대신 정무관                                           | 야마시타 유헤이   | 참의원 / 자유민주당(누카가파) |      |
| 내각부대신 정무관 겸 부흥대신 정무관                        | 나가사카 야스마사 | 중의원 / 자유민주당(아소파)   | 유임 |
| 총무대신 정무관                                             | 오구라 마사노부   | 중의원 / 자유민주당(니카이파) |      |
| 총무대신 정무관                                             | 야마다 슈지       | 참의원 / 자유민주당(호소다파) |      |
| 총무대신 정무관 겸 내각부대신 정무관                        | 고바야시 후미아키 | 중의원 / 자유민주당(기시다파) |      |
| 법무대신 정무관 겸 내각부대신 정무관                        | 야마시타 다카시   | 중의원 / 자유민주당(이시바파) |      |
| 외무대신 정무관                                             | 오카모토 미쓰나리 | 중의원 / 공명당               |      |
| 외무대신 정무관                                             | 호리이 마나부     | 중의원 / 자유민주당(호소다파) |      |
| 외무대신 정무관                                             | 호리이 이와오     | 참의원 / 자유민주당(호소다파) |      |
| 재무대신 정무관                                             | 이마에다 소이치로 | 중의원 / 자유민주당(아소파)   |      |
| 재무대신 정무관                                             | 나가미네 마코토   | 참의원 / 자유민주당(호소다파) |      |
| 문부과학대신 정무관                                         | 미야가와 노리코   | 중의원 / 자유민주당(아소파)   |      |
| 문부과학대신 정무관 겸 내각부대신 정무관 겸 부흥대신 정무관 | 니즈마 히데키     | 참의원 / 공명당               |      |
| 후생노동대신 정무관                                         | 다바타 히로아키   | 중의원 / 자유민주당(호소다파) |      |
| 후생노동대신 정무관                                         | 오누마 미즈호     | 참의원 / 자유민주당(기시다파) |      |
| 농림수산대신 정무관                                         | 노나카 아쓰시     | 중의원 / 자유민주당(누카가파) |      |
| 농림수산대신 정무관                                         | 고즈키 료스케     | 참의원 / 자유민주당(무파벌)   |      |
| 경제산업대신 정무관                                         | 오구시 마사키     | 중의원 / 자유민주당(무파벌)   | 유임 |
| 경제산업대신 정무관 겸 내각부대신 정무관 겸 부흥대신 정무관 | 히라키 다이사쿠   | 참의원 / 공명당               |      |
| 국토교통대신 정무관                                         | 아키모토 마사토시 | 중의원 / 자유민주당(무파벌)   |      |
| 국토교통대신 정무관                                         | 다카하시 가쓰노리 | 참의원 / 자유민주당(아소파)   |      |
| 국토교통대신 정무관 겸 내각부대신 정무관                    | 야나 가즈오       | 중의원 / 자유민주당(호소다파) |      |
| 환경대신 정무관                                             | 사사가와 히로요시 | 중의원 / 자유민주당(누카가파) |      |
| 환경대신 정무관 겸 내각부대신 정무관                        | 다케베 아라타     | 중의원 / 자유민주당(니카이파) |      |
| 방위대신 정무관                                             | 오노 게이타로     | 중의원 / 자유민주당(무파벌)   |      |
| 방위대신 정무관 겸 내각부대신 정무관                        | 후쿠다 다쓰오     | 중의원 / 자유민주당(호소다파) |      |

- 나가사카 야스마사와 오구시 마사키는 제3차 아베 신조 제2차 개조내각에서 유임됨[4]
- 2017년 8월 7일 임명[5]

## 내각총리대신 보좌관
| 직책 | 성명              | 소속                        |
| --- | ----------------- | --------------------------- |
| 내각총리대신 보좌관 (국가 안전 보장에 관한 중요 정책 담당)                                                                           | 소노우라 겐타로   | 중의원 자유민주당(아소파)   |
| 내각총리대신 보좌관 (고향 만들기 추진 및 농림수산물 수출 진흥 담당)                                                                  | 미야코시 미쓰히로 | 중의원 자유민주당(기시다파) |
| 내각총리대신 보좌관 (교육 재생, 저출산, 기타 국정의 주요 과제 담당)                                                                  | 에토 세이이치     | 참의원 자유민주당(니카이파) |
| 내각총리대신 보좌관 (국토강인화 및 부흥 등의 사회자본 정비, 지방 창생, 건강·의료에 관한 성장 전략 및 과학 기술 이노베이션 정책 담당) | 이즈미 히로토     | 민간 내각홍보관             |
| 내각총리대신 보좌관 (정책 기획 담당)                                                                                                 | 하세가와 에이이치 | 민간 전 내각관방참여        |

- 에토 세이이치, 이즈미 히로토, 하세가와 에이이치는 제3차 아베 신조 제2차 개조내각에서 유임됨

## 세력 조견표
| 명칭       | 세력 | 국무대신 | 관방 부장관 | 부대신 | 정무관 | 보좌관 | 그 외                                    |
| ---------- | ---- | -------- | ----------- | ------ | ------ | ------ | ---------------------------------------- |
| 호소다파   | 96   | 3        | 2           | 6      | 7      | 0      | 참의원 의장, 간사장 대행, 선거대책위원장 |
| 무파벌     | 75   | 4        | 0           | 1      | 4      | 0      |                                          |
| 공명당     | 60   | 1        | 0           | 3      | 3      | 0      |                                          |
| 아소파     | 60   | 3        | 0           | 3      | 4      | 1      | 중의원 의장, 부총재                      |
| 누카가파   | 55   | 2        | 0           | 5      | 3      | 0      | 총무회장                                 |
| 기시다파   | 44   | 4        | 0           | 2      | 3      | 1      | 정무조사회장                             |
| 니카이파   | 43   | 1        | 0           | 3      | 2      | 1      | 간사장                                   |
| 다니가키단 | 26   | 0        | 0           | 1      | 2      | 0      |                                          |
| 이시바파   | 20   | 1        | 0           | 0      | 1      | 0      |                                          |
| 이시하라파 | 14   | 0        | 0           | 1      | 0      | 0      | 국회대책위원장                           |

- 굵은 글씨는 자유민주당 5역

## 같이 보기
- 아베노믹스

### 주해
1. ↑  2017년 8월 기준으로 다니가키 그룹에는 다른 계보와 겸임하던 의원이 복수명 소속이다.

### 출전
1. ↑  “内閣人事局長に杉田氏　事務副長官で初”. 《니혼케이자이 신문》. 2017년 8월 3일. 2017년 8월 3일에 확인함.
2. ↑  “副大臣２５人を決定”. 《NHK》. 2017년 8월 7일. 2017년 8월 7일에 원본 문서에서 보존된 문서. 2017년 8월 7일에 확인함.
3. ↑  
第３次安倍第３次改造内閣 副大臣名簿 보관됨 2016-08-12 - 웨이백 머신 - 수상 관저 홈페이지, 2017년 8월 7일
4. ↑  “政務官２７人を決定 自民から２４人 公明は３人”. 《NHK》. 2017년 8월 7일. 2017년 8월 7일에 원본 문서에서 보존된 문서. 2017년 8월 7일에 확인함.{{
5. ↑  第３次安倍第３次改造内閣 大臣政務官名簿 보관됨 2015-01-31 - 웨이백 머신 - 수상 관저, 2017년 8월 7일